# Theatro Carlos Gomes (Vitória)

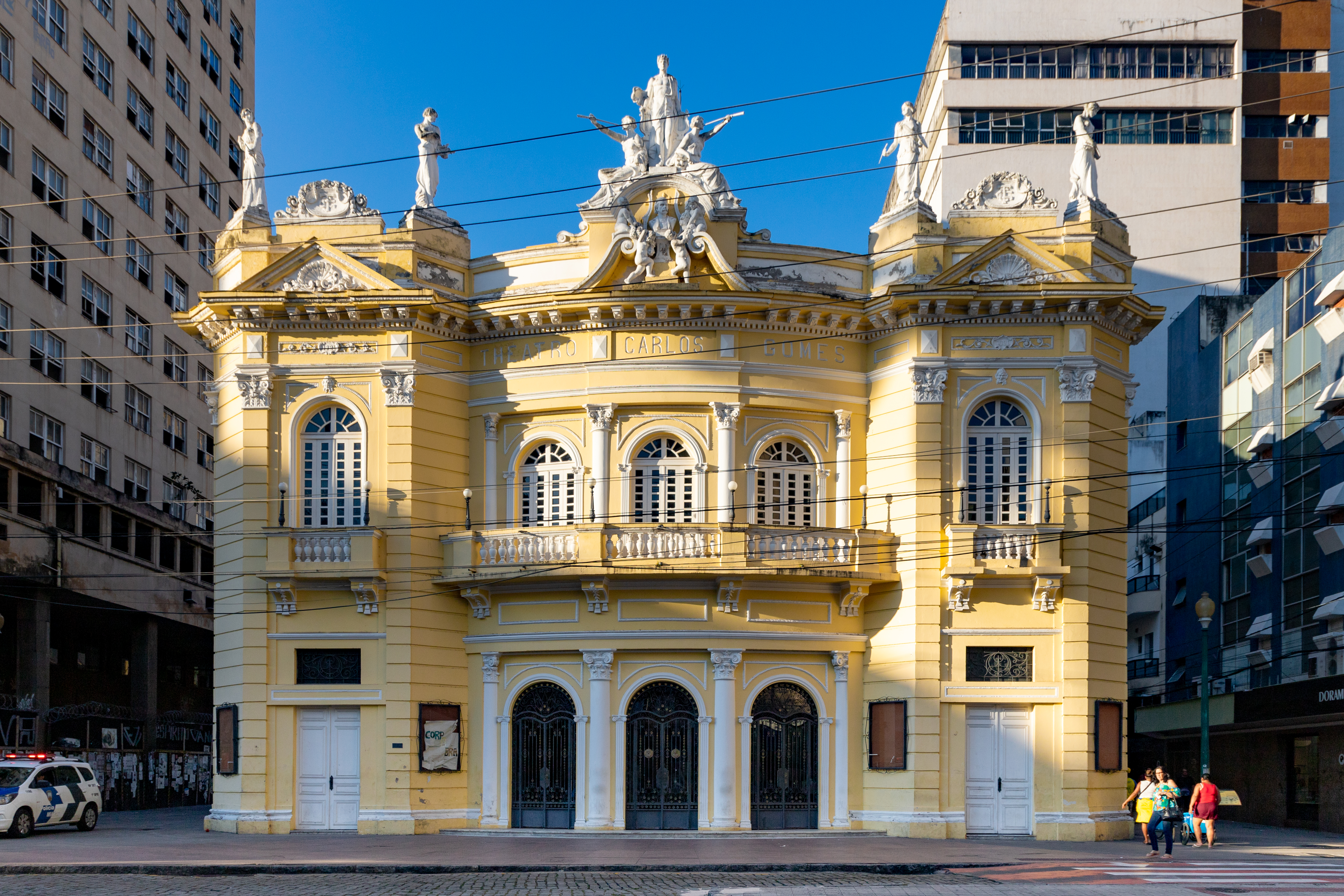
Fotografia do Carlos Gomes em 2019.

Theatro Carlos Gomes é um teatro localizado na Praça Costa Pereira, no centro da cidade de Vitória, capital do estado do Espírito Santo. Inaugurado em 5 de janeiro de 1927 e inspirado no Teatro Scala de Milão, foi projetado pelo arquiteto italiano André Carloni. Apresenta uma mistura de estilos arquitetônicos em que predomina o neoclássico. A pintura do teto é de autoria do artista mineiro Homero Massena.

## Histórico
O Theatro Carlos Gomes foi edificado numa época em que Vitória passava por importantes transformações urbanas. Em 1923, o Teatro Melpômene (o único da cidade) sofrera um incêndio e foi demolido para a abertura da Rua Sete de Setembro e  para o alargamento da Praça da Independência, atual Praça Costa Pereira. Por utilizar a área do antigo teatro para ampliação da praça, a administração estadual assumiu o compromisso com o Município de erguer um novo teatro. O projeto do Theatro Carlos Gomes é do arquiteto André Carloni, que adotou um estilo arquitetônico eclético. A construção utilizou recursos privados e aproveitou as colunas de ferro fundido do antigo Melpômene, que servem até hoje como sustentação dos balcões e galerias. A obra foi inaugurada em janeiro de 1927. Pouco tempo depois, o teatro foi comprado pelo governo estadual, que passou a administrá-lo. Com a crise do café, em 1929, foi arrendado a uma firma particular e passou a funcionar também como cinema.

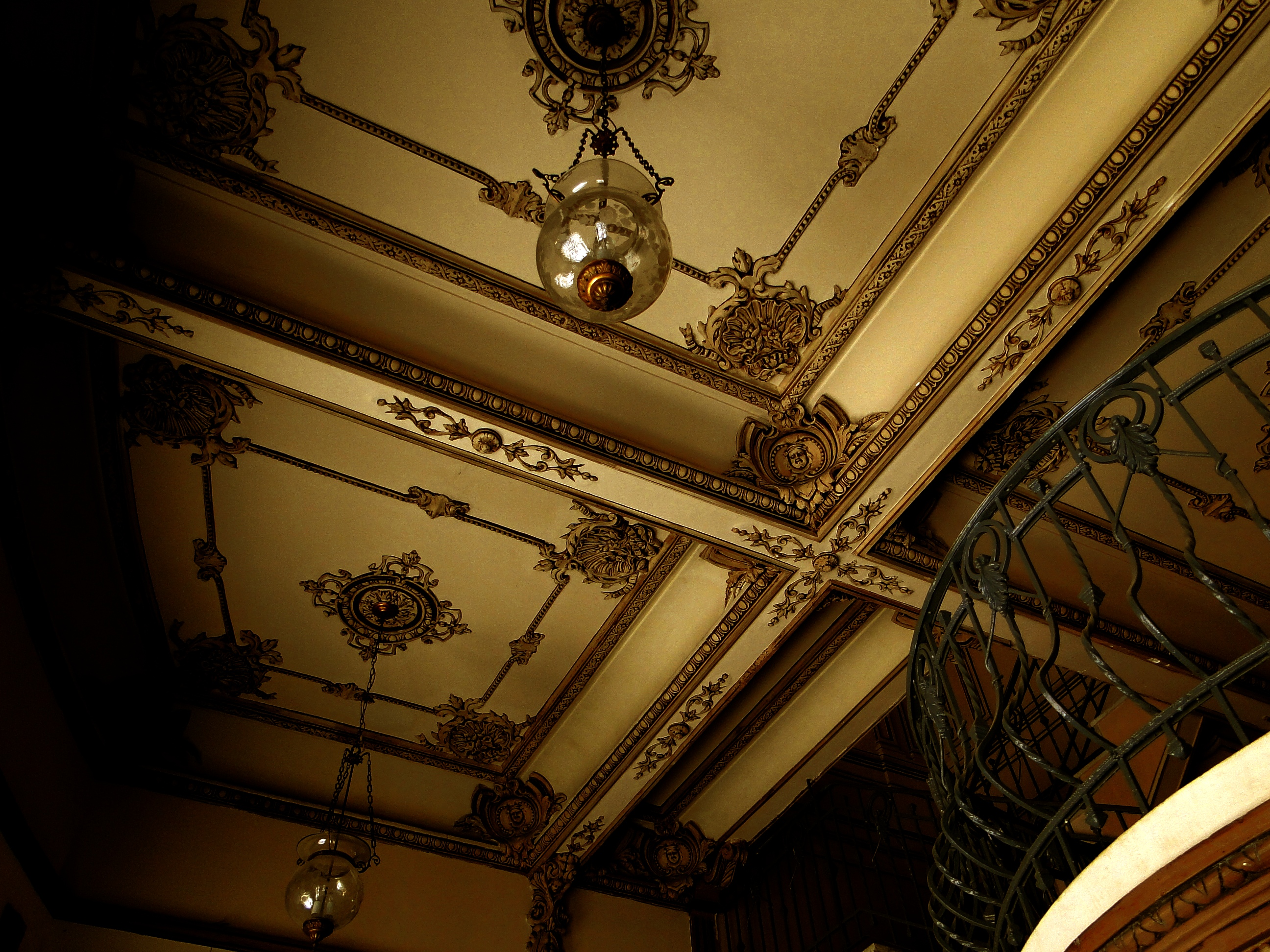
Fotografia dos ornamentos do teto do Carlos Gomes.

Em 1970, retomado pelo Estado, passa por uma ampla restauração, recuperando sua importância no cenário cultural de Vitória. Em 1983, foi tombado pelo Conselho Estadual de Cultura.
Em razão do processo de restauração, o teatro atualmente (2024) se mantem fechado desde fevereiro de 2017.